# Gärdserums gamla kyrka
Gärdserums gamla kyrka var en kyrkobyggnad i Bodsgård i Linköpings stift. 

## Kyrkobyggnaden
Kyrkan som fanns här var medeltida stavkyrka från omkring 1300 med kor och sakristia av sten, som revs 1854.

## Inventarier
- En gravsten samtida med gamla kyrkan finns bevarad i den nya kyrkan. Den latinska texten lyder på svenska Här ligger Margareta, dotter till herr Filip Ulvsson.[1]

- Även en hel del medeltida inventarier är bevarade, bland annat ett mycket vackert triumfkrucifix som troligen härstammar från 1300-talet och sannolikt är tillverkat av samme bildhuggare som gjort krucifixet i Linköpings domkyrka.

- Från gamla kyrkan återfinns även nattvardssilver, ljuskronor av malm och storklockan.

### Orgel
- 1750 bygger Jonas Wistenius, Linköping, en orgel med 7 stämmor.[2]